# Bulbophyllum tuberculatum
Bulbophyllum tuberculatum är en orkidéart som beskrevs av John William Colenso. Bulbophyllum tuberculatum ingår i släktet Bulbophyllum och familjen orkidéer. Inga underarter finns listade i Catalogue of Life.